# Aladár Aujeszky

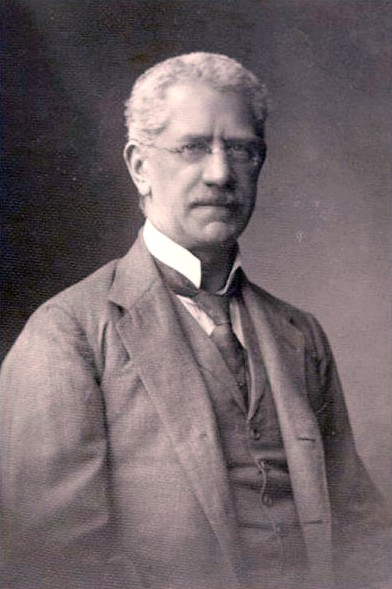
Aladár Aujeszky

Aladár Aujeszky [ˈɒlɒdaːr ˈɒujɛski] (* 11. Januar 1869 in Pest, heute Budapest; † 9. März 1933 in Budapest) war ein ungarischer Veterinärpathologe und Mikrobiologe.
Aujeszky lehrte in Budapest und beschrieb 1902 als erster die nach ihm benannte Viruserkrankung von Schweinen, die Aujeszkysche Krankheit. Er war ein Schüler von Endre Högyes. Von 1907 bis 1933 arbeitete er als Direktor des Instituts für Bakteriologie des Königlich-Ungarischen Veterinärcolleges. 